# Géant maître-bâtisseur
Le géant maître-bâtisseur est un géant de la mythologie nordique (Jötunn), dont le nom exact est inconnu.

## Mythe
Le géant maître-bâtisseur est connu par son rôle dans la naissance de Sleipnir. Il est également nommé le « géant bâtisseur » ou le « maître bâtisseur ».
Propriétaire d'un étalon nommé Svadilfari doué d'une capacité de travail considérable, il se présente devant les Ases comme un bâtisseur et affirme être capable de leur bâtir une imprenable forteresse, avant l'arrivée du printemps, ce de manière à les protéger contre les attaques des géants des montagnes et des géants du froid. En échange de cette tâche, il exige le Soleil, la Lune et Freyja.
Les dieux acceptent, en posant toutefois pour condition une limite de temps de six mois, certains que ce bâtisseur n'y parviendra pas. Ce dernier demande l'autorisation d'utiliser son cheval pour l'aider, Loki convainquant dès lors les autres dieux à accepter les termes du marché ainsi proposé par le bâtisseur. Le géant maître-bâtisseur est sur le point de réussir son pari grâce à son cheval quand les dieux obtiennent de Loki qu'il le fasse échouer. Forcé de se révéler sous sa vraie nature de géant, il entre dans une rage incontrôlable, ce qui pousse Thor à le tuer,.
Dans son ouvrage Les systèmes mythologiques, l’universitaire français Jacques Boulogne le cite parmi les géants « ennemis irréductibles des dieux » aux côtés de Skrymir, Geirredhr, Hrungnir, Hymir, Thrymr ou encore Thjazi.

## Analyse et mythologie comparée
Le contexte social de ce mythe a été souligné : outre qu'il révèle que le dieu Loki est doué de la capacité à changer de sexe, sa lecture doit être replacée dans la perception d'abomination que revêt l'idée même d'avoir des relations sexuelles avec un cheval, cette abomination étant la condition qui a permis de bâtir la forteresse Asgard.
Le mythe du géant maître-bâtisseur a été étudié sous l'angle d'une comparaison avec celui de la construction de Troie.

## Dans les œuvres de fiction
Édouard Brasey cite le géant maître-bâtisseur dans le second tome de la saga La Malédiction de l'anneau (2010).
Le géant maître-bâtisseur est l'un des personnages non jouables du jeu vidéo Assassin's Creed Valhalla (2020). Il croise la route du protagoniste lorsque celui-ci acquiert la capacité de « visiter » Asgard au moyen de visions mystiques, visions dans lesquelles apparaissent divers dieux et géants de la mythologie nordique dans le cadre de l'imminence du Ragnarök.